# Knúkurin (Saksun)
Knúkurin è una montagna alta 589 metri sul mare situata sull'isola di Streymoy, la maggiore dell'arcipelago delle Isole Fær Øer, in Danimarca.